# Amauroderma schomburgkii
Amauroderma schomburgkii är en svampart som först beskrevs av Mont. & Berk., och fick sitt nu gällande namn av Torrend 1920. Amauroderma schomburgkii ingår i släktet Amauroderma och familjen Ganodermataceae.   Inga underarter finns listade i Catalogue of Life.